# Ixtlán de Juárez
Ixtlán de Juárez là một đô thị thuộc bang Oaxaca, México. Năm 2005, dân số của đô thị này là 7188 người.